# Eu Sou Benfica

Ver: Todas as Coletâneas

Eu Sou Benfica é a coletânea da banda portuguesa de rock UHF. Editado em 10 de agosto de 2009 pela Vidisco.
Depois da edição de Sou Benfica – As Canções da Águia, em 2003,[carece de fontes?] os UHF lançaram no mercado a segunda coletânea dedicada ao Sport Lisboa e Benfica, pelo título de campeão nacional conquistado na época de 2009–2010. Trata-se de um trabalho comemorativo que a banda dedicou ao clube e a todos os aficionados do Benfica. Uma paixão clubística, por vezes dita irracional, que vamos buscar à herança das coisas boas, que um pai ou um avô nos legam para a vida. Sob o lema "O Benfica que nos une", os UHF lançaram o convite a artistas de várias áreas do espetáculo, afetos ao clube, para participarem na interpretação das canções selecionadas. Os nomes de maior destaque são Fernando Tordo, Susana Félix, Nucha e Anjos, por terem colaborado como solistas na gravação do álbum. O cantor lírico Carlos Guilherme deu a voz às duas versões do eterno hino oficial do clube "Ser Benfiquista", e ao tema "Orgulho de Portugal" em dueto com Carla Pires.
Eu Sou Benfica contempla uma faixa interativa do vídeo comemorativo, gravado em estúdio, com a participação de todos os convidados no intitulado "Grande coro encarnado". O tema "Sou Benfica", originalmente editado no extended play homónimo em 1999,[carece de fontes?] foi apresentado em quatro versões, incluindo o vídeo musical. A canção foi batizada, em 1999, como o novo hino da modernidade do clube da Luz. Uma canção positiva que não hostiliza o adversário.
Os textos das canções de António Manuel Ribeiro propõem a exaltação do melhor que o futebol nos pode dar: alegria, amizade, cumplicidade, celebração e ambiente familiar, independentemente do clube a que se pertença. Pois para o autor e mentor da banda: "Por que o futebol não é um combate primário entre a vida e a morte, apesar das ameaças".

## Lista de faixas
A coletânea, em disco compacto, é composta por dez faixas em versão padrão e por uma faixa interativa. O hino oficial do clube, "Ser Benfiquista", é da autoria de Manuel Paulino Gomes Júnior. O tema "Orgulho de Portugal" foi composto por Amadeu Diniz da Fonseca. Os restantes temas são da autoria de António Manuel Ribeiro.
| CD             |                                      |                          |                                                                            |         |  |
| N.º            | Título                               | Compositor(es)           | Solistas                                                                   | Duração |  |
| 1.             | "Sou Benfica" (2009)                 | António M. Ribeiro       | António M. Ribeiro, Fernando Tordo, Susana Félix, Nucha, Anjos e Pedro Vaz | 4:06    |  |
| 2.             | "Uma Luz de Paixão"                  | António M. Ribeiro       | António M. Ribeiro                                                         | 2:34    |  |
| 3.             | "Sou Benfica" (versão estádio)       | António M. Ribeiro       | António M. Ribeiro, Fernando Tordo, Susana Félix, Nucha, Anjos e Pedro Vaz | 7:54    |  |
| 4.             | "Ser Benfiquista"                    | Manuel Paulino G. Júnior | Carlos Guilherme                                                           | 2:10    |  |
| 5.             | "S.L.B. (outra vez)"                 |                          | António M. Ribeiro, Fernando Rodrigues, Ivan Cristiano e Fernando Abrantes | 3:05    |  |
| 6.             | "Orgulho de Portugal (grito S.L.B.)" | Amadeu Diniz da Fonseca  | Carlos Guilherme e Carla Pires                                             | 2:52    |  |
| 7.             | "Águias de Fogo" (1999)              | António M. Ribeiro       | António M. Ribeiro                                                         | 3:42    |  |
| 8.             | "Ser Benfiquista II"                 | Manuel Paulino G. Júnior | Carlos Guilherme                                                           | 2:55    |  |
| 9.             | "Sou Benfica" (versão para cantar)   | António M. Ribeiro       |                                                                            | 4:06    |  |
| 10.            | "Sou Benfica" (instrumental)         | António M. Ribeiro       |                                                                            | 4:06    |  |
| 11.            | "Sou Benfica" (vídeo)                | António M. Ribeiro       |                                                                            | 4:04    |  |
| Duração total: | Duração total:                       | Duração total:           | Duração total:                                                             | 39:74   |  |

## Membros da banda
- António Manuel Ribeiro (vocal e guitarra) [5]
- António Côrte-Real (guitarra acústica e elétrica) [5]
- Fernando Rodrigues (baixo, teclas e vocal de apoio)
- Ivan Cristiano (bateria e vocal de apoio)

Convidados
- Fernando Abrantes (piano)
- José Marinho (piano e corda)
- Carlos Guilherme (vocal) [4]
- Susana Félix (vocal)
- Fernando Tordo (vocal)
- Nucha (vocal)
- Anjos (vocal) [5]
- Carla Pires (vocal) [4]
- Pedro Vaz (vocal)